# Maite Ezcurdia
Maite Ezcurdia Olavarrieta (Ciudad de México, 7 de agosto de 1966-Ibidem, 7 de diciembre de 2018) fue una filósofa y profesora universitaria mexicana. A lo largo de su carrera profesional realizó investigaciones en las áreas de filosofía del lenguaje, filosofía de la mente, ciencia cognitiva y epistemología, decantándose por temas como la división entre semántica y pragmática, las expresiones referenciales y el carácter del conocimiento lingüístico.

## Trayectoria
Cursó estudios de licenciatura en la Facultad de Filosofía y Letras de la Universidad Nacional Autónoma de México (1988) y estudios de maestría (1991) y doctorado (1994) en el King's College de la Universidad de Londres. 
En 1994, ya devuelta en México, se incorporó como profesora de su alma mater y como investigadora del Instituto de Investigaciones Filosóficas de la UNAM. A la par de sus actividades docentes y de investigación, dirigió la revista Crítica: Revista Hispanoamericana de Filosofía (2005-2011), integrándose más tarde a su consejo editorial, y promovió la fundación de la Asociación Latinoamericana de Filosofía Analítica entre los años 2006 y 2007. El 18 de septiembre de 2015 fue designada como miembro de la Junta de Gobierno de la UNAM en sustitución de Eduardo Antonio Chávez, cargo que ejerció hasta la fecha de su fallecimiento, ocurrido el 7 de diciembre de 2018.

## Publicaciones selectas

### Libros
- Ezcurdia, Maite; Hansberg, Olbeth, eds. (2003). La naturaleza de la experiencia. Vol. 1: Sensaciones. México: Universidad Nacional Autónoma de México, Instituto de Investigaciones Filosóficas. ISBN 978-970-32-0546-2.
- Ezcurdia, Maite, ed. (2007). Orayen: de la forma lógica al significado. México: Universidad Nacional Autónoma de México, Instituto de Investigaciones Filosóficas. ISBN 978-970-32-4534-5.
- Curcó, Carmen; Ezcurdia, Maite, eds. (2009). Discurso, identidad y cultura: perspectivas filosóficas y discursivas. México: Universidad Nacional Autónoma de México. ISBN 9786070210846.
- Ezcurdia, Maite; Stainton, Robert J., eds. (2013). The semantics-pragmatics boundary in philosophy. Peterborough: Broadview Press. ISBN 9781554810697.
- Ezcurdia, Maite (2014). Los indéxicos y la semántica de Kaplan. México: Universidad Nacional Autónoma de México, Instituto de Investigaciones Filosóficas. ISBN 978-607-02-5502-1.

### Artículos
- Ezcurdia, Maite (1998). «The concept-conception distinction». Philosophical Issues 9: 187-192. doi:10.2307/1522969.
- Ezcurdia, Maite (2002). «Descripciones definidas, demostrativos y sus usos». Diánoia 47 (48): 3-23. doi:10.21898/dia.v47i48.446.
- Ezcurdia, Maite (2004). «Pragmatic attitudes and semantic competence». Crítica: Revista Hispanoamericana de Filosofía 36 (108): 55-82. doi:10.22201/iifs.18704905e.2004.444.
- Ezcurdia, Maite (2004). «Conocimiento del lenguaje y actitudes de aceptación». Acta Poética 25 (2): 255-301. doi:10.19130/iifl.ap.2004.2.142.